# إيزياه روبرتسون
إيزياه روبرتسون (بالإنجليزية: Isiah Robertson) هو لاعب كرة قدم أمريكية أمريكي، ولد في 17 أغسطس 1949 في نيو أورلينز في الولايات المتحدة، وتوفي في 6 ديسمبر 2018.

## وصلات خارجية
- إيزياه روبرتسون على موقع مرجع كرة القدم المحترفة.كوم (الإنجليزية)
- إيزياه روبرتسون على موقع قاعة لويزيانا للمشاهير الرياضية (الإنجليزية)